# Картер, Томас (политик)
Достопочтенный Томас Картер (англ. Thomas Carter; около 1690 — 3 сентября 1763) — политик и государственный деятель Королевства Ирландия, член парламента, Председатель Апелляционного суда в Ирландии, член Тайного совета Ирландии и Государственный секретарь Ирландии. Английский писатель Гораций Уолпол, 4-й граф Орфорд, охарактеризовал Картера как «способного и интригующего человека».

## Биография
Томас Картер родился в 1690 году в семье Томаса Картера (1650—1726) и Маргарет Хоутон (1660—1696) из Робертстауна, графство Килдэр. Томас Картер-старший во время Славной революции служил королю Якову II, в итоге свергнутому. Был депутатом Ирландской палаты общин от Фетарда (графство Южный Типперэри), а затем Портарлингтона (графство Лиишь). Женившись после смерти жены на Изабелле, вдове английского поэта Уэнтуорта Диллона, графа Роскоммон, Картер-старший приобрёл обширные поместья Роскоммонов в окрестностях Трима.
Томас-младший получил образование в Тринити-колледже в Дублине и адвокатской палате Кингс-Иннс.
12 октября 1719 года Томас Картер женился в Часовне Святой Анны (Дублин) на Мэри Клэкстон (1700—1780), младшей дочери Томаса Клэкстона из Дублина и Люси Пирс. Двоюродный брат Мэри, известный ирландский архитектор Эдвард Ловетт Пирс построил им великолепный дом на улице Генриетты № 9 с лучшей лестницей в Дублине. У них было два сына и три дочери.
Томас Картер внёс значительный вклад в развитие фермерства и страны, не жалея никаких средств, чтобы довести их до совершенства. Так, он импортировал лучшую породу крупного рогатого скота.

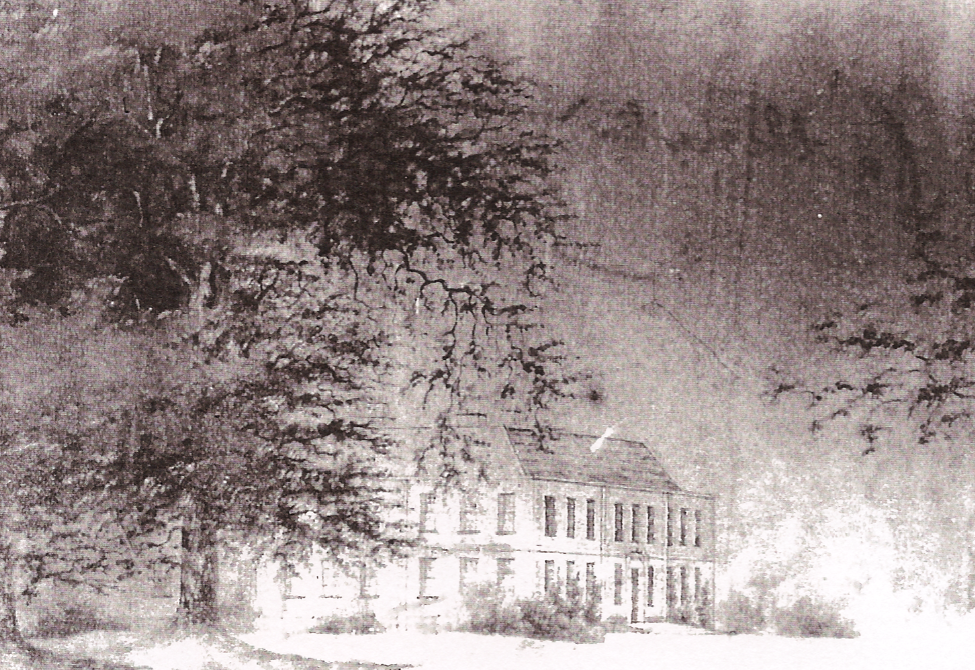
Каслмартин в снегу

В 1729 году Томас Картер арендовал дом и имение Каслмартин на берегу реки Лиффи в Килкаллене (графство Килдэр), который служил ему резиденцией до 1761 года. Последние два года жизни Картер провёл со своим старшим сыном Томасом в Ратнал-Хаус, около Трима (графство Мит), где и скончался в сентябре 1763 года. Похоронен в Соборе Святого Патрика в Триме.

## Политическая карьера
Томас Картер родился в семье влиятельной в ирландской политике и сам занимался политикой. В 1731 году назначен на должность Председателя Апелляционного суда, которую занимал до 1754 года. Картер был искусным и опытным парламентарием и политическим организатором. Сильный и нередко жёсткий виг, известный своей грубостью и отвращением к английскому вмешательству в ирландские дела, благодаря чему заслужил у своих врагов прозвище «Злобный Картер».
В конце 1740-х годов Картер стал одним из лидеров Ирландии в составе Партии патриотов вместе с Генри Бойлем, 1-м графом Шеннон, спикером ирландской Палаты общин, и Энтони Мэлоуном (англ. Anthony Malone), Барристером высшего ранга.
В 1755 году назначен на должность Государственного секретаря Ирландии, которую занимал до своей смерти в 1763 году.
Будучи одним из руководителей ирландского парламента, нанятых Лордом-лейтенантом, чтобы гарантировать, что дело короля будет передано в Палату общин, его действия были часто индивидуалистскими. Писатель Гораций Уолпол писал о Картере, что он «постоянно разжигал всякое недовольство против лейтенантов-лордов, заставляя их откупаться». Такое поведение было распространено в политике XVIII века. При этом Картер, добившись соблюдения своих интересов, не всегда помогал коллегам.

## Спор о «денежном билле»
Пик карьеры Картера пришёлся на дебаты о «денежном билле» 1750-х годов. В 1753 году канцлер Казначейства Ирландии Генри Бойль отказался передать ирландское налоговое сальдо в Лондон, тем самым спровоцировав политический кризис, продолжавшийся до 1756 года.
Архиепископ Арма и Примас всей Ирландии Джордж Стоун решил уменьшить влияние ряда ведущих парламентских деятелей: спикера Бойля, Энтони Мэлоуна и Томаса Картера, попытавшись заменить их своими сторонниками во главе с графом Бессборо. Бойль, Мэлоун и Картер в ответ решили заручиться народной поддержкой, превращая проблему в конфликт между лордом-лейтенантом и страной. Бойль, которому помогал Картер со свойственными ему жёсткими провокационными заявлениями, начал кампанию против Примаса Стоуна. На конфликт наложился личный антагонизм между Картером и Стоуном, поскольку последний сыграл важную роль в попытках помешать Картеру добиться для своего молодого неизвестного и неопытного сына назначения на должности Председателя Апелляционного суда.
Историю спора о «денежном билле», мотивы, интриги, манёвры и мошенничество были остроумно и иронично описаны очевидцем и депутатом от города Уиклоу Эдмундом Секстоном Пери в форме письма герцогу Бедфорскому, в 1757 году назначенному лордом-лейтенантом.
Спор стал часто цитируемым прецедентом политики Ирландской патриотической партии.

## Семья
Дети: сыновья Томас (род. в 1720, член парламента) и Генри Бойль (род. в 1726), дочери Фрэнсис Твайсен (позже Джонстон, мать Фрэнсис, леди Джерси, одной из самых известных из многочисленных любовниц короля Георга IV), Сьюзан Троттер (бабушка Элизабет, маркизы Томонд) и Мэри Картер.
Через двенадцать дней после смерти отца Томас Картер III женился на Анне Армитедж, дочери йоркширского баронета. Прежде чем сам он умер у него родилась дочь Мэри, позже миссис Скеффингтон Томпсон. Новым хозяином Каслмартина стал младший сын Томаса Картера II, Генри Бойль, названный в честь друга и политического союзника его отца. В 1750 году Генри женился на Сюзанне Шен, вдове Джеймса Уинна, дочери сэра Артура Шена и его жены-католички Сюзанны Маган, которая родила Генри три сына и дочь. Его внук, Джон Картер, пошёл служить на Королевский флот, участвовал во Французских революционных и Наполеоновских войнах, выйдя в отставку в звании адмирала. Третий сын адмирала Джона Картера, Томас Таппер Картер, стал Королевским инженером и, прослужив 30 лет, вышел в отставку в звании полковника. В 1893 году он официально изменил свою фамилию на Картер-Кэмпбелл из Поссила (англ. Carter-Campbell of Possil), объединив семьи Картеров и Кэмпбеллов из Поссила и положив тем самым начало новой ветви одного из крупнейших шотландских кланов. Потомки Картеров продолжали жить в Каслмартине, пока не продали поместье семейству Блэкерс в 1850 году.